# Ramón Adrián Araujo
Ramón Adrián Araujo (La Rinconada, 13 de julio de 1915-Buenos Aires, 4 de junio de 1985) fue un abogado y político argentino del Partido Justicialista, que se desempeñó como senador nacional por la provincia de Tucumán entre 1983 y 1985, siendo vicepresidente primero de la cámara.

## Biografía
Nació en 1915 en La Rinconada (departamento Yerba Buena, Tucumán). Se recibió de abogado en la Universidad Nacional de Córdoba en 1940 y se dedicó intensamente a la militancia política en el Partido Justicialista, siendo fundador del partido en la provincia de Tucumán, habiendo participando anteriormente en el Partido Laborista.
En 1946, fue elegido senador a la Legislatura de la Provincia de Tucumán por el departamento Tafí y en 1949 participó activamente en los debates de la convención reformadora de la Constitución provincial. A pesar de los conflictos que tuvo dentro del partido por su oposición a la cláusula de reelección del gobernador (y que lo llevaron a formar una línea interna), se mantuvo fiel al justicialismo, después del derrocamiento de Juan Domingo Perón en 1955.[cita requerida] En 1973 asumió la presidencia de la Corte Suprema de Justicia de Tucumán, cargo que desempeñó hasta el golpe de Estado del 24 de marzo de 1976. Adoptó medidas ordenadoras como la imposición de horario a los jueces, o la implantación del concurso en la carrera judicial.[cita requerida]
Fue precandidato a gobernador de Tucumán en las elecciones provinciales de 1983. En las elecciones al Senado de 1983, fue elegido senador nacional por la provincia de Tucumán, con mandato hasta 1992. Fue también vicepresidente primero de la cámara alta e integró como vocal las comisiones de Asuntos Constitucionales; de Legislación General; de Defensa Nacional; de Asuntos Administrativos y Municipales; y de Derechos y Garantías.
Falleció repentinamente en Buenos Aires en junio de 1985, a los 69 años. Fue sucedido por Arturo Jiménez Montilla para completar el mandato.